# Georges Sècan
Georges Sècan   (Bucarest, 1 de juliol de 1913 - Milà, 19 de novembre de 1987)
 - Milà (Itàlia), 19 de novembre, 1987) fou un pintor i compositor nascut a Romania d'origen francès.
Fill d'un vicecònsol francès i finlandès. Va estudiar belles arts a l'Acadèmia Julian de París i Múnic, obtenint diversos premis i guanyant importants competicions des dels 18 anys. Va estudiar el violí i la composició amb George Enescu. Va romandre molt temps a diversos països europeus i no europeus, aprofitant aquestes experiències que van deixar profundes marques en la seva obra pictòrica. Es va inspirar en nombroses ocasions també pel paisatge italià. Tot i estar al marge dels principals corrents artístics i del món de les galeries i els venedors d'art, va aconseguir, així i tot, guanyar fama internacional en virtut del consens obert que van rebre els principals crítics i el públic. Creador d'un nou gènere de pintura que va anomenar "Subform" el 1941. "The Tapié", va redefinir "Subformel" aquest tipus de pintura en què l'artista tendeix a expressar-se allunyant-se completament de si mateix, en un intent de trobar un antic acord perdut, el de l'home primitiu davant del seu simple i més veritable subconscient. Aquest compromís de vegades es tradueix en la transfiguració del paisatge o simplement en una sensació rítmica en imatges d'una exasperada violència expressiva que, com la intensitat enlluernadora del color, té poca confirmació en la pintura contemporània.
Aquest gran artista, durant més de vint-i-cinc anys, no va tenir mai comerciants de referència ni galeries. Això es deu, certament, als contrastos econòmics que va tenir en la seva joventut amb aquest tipus d'operadors artístics. Per tant, resulta gairebé impossible donar una correcta avaluació econòmica a aquest excel·lent Mestre.
Només podem recordar que als anys setanta, en el període en què va ser convidat a exposar amb una exposició personal al Palazzo Reale de Milà, immediatament després de Picasso, les seves citacions internacionals havien assolit xifres notables.
Ensems, també Sècan cultivà amb èxit la seva passió, la música. Va publicar diversos treballs favorablement acollits, no tan sols pel públic, sinó també pels grans músics del seu temps. Cal citar entre les seves obres més afortunades Danze bizzarre, un Trio en re major, i una Fantasia brillant dedicada a Yehudi Menuhin.

## Escrits
- LA PITTURA SUBFORMALE. GEORGES SECAN, publicat a Milà, Garzanti, 1975.